# Pires Jorge
Joaquim Pires Jorge (Lisboa, 28 de novembro de 1907 – 6 de junho de 1984) foi um destacado dirigente do Partido Comunista Português, do qual foi militante durante 50 anos. Passou 16 anos nas prisões do Estado Novo.

## Biografia

### Juventude
Joaquim Pires Jorge nasceu filho de pais operários na Freguesia da Ajuda em Lisboa, a 28 de novembro de 1907. Os seus pais, antes de saírem de Castelo Branco em busca de melhores condições de vida, eram camponeses. Após ter vários empregos, o seu pai torna-se guarda-freio da Carris e a mãe vendedora de bijuterias.
Pires Jorge completa a 4.º classe, mas começa a trabalhar logo aos 11 anos numa fábrica de cortiça, tornando-se depois aprendiz de serralheiro numa oficina especializada no fabrico de travões para carroças.

### Atividade política antes do Partido Comunista Português
Revolta militar de fevereiro de 1927
Cumprindo o serviço militar na Marinha Portuguesa, entra na Banda da Armada devido às suas habilidades, que havia adquirido na juventude. Influenciado pela militância do seu pai nos sindicatos da Carris, participa na fracassada revolta de fevereiro de 1927 contra a ditadura militar. É deportado para Angola, onde permanece durante dois anos.

#### Organização Revolucionária da Armada
Passados os dois anos, Pires Jorge retorna a Portugal, ligando-se à Organização Revolucionária da Armada. Estabelece contactos com o Partido Comunista Português através de Manuel Guedes. É preso, porém, consegue evadir a prisão escapando escassas horas após ser levado para o Quartel da Armada. Devido a isto, Pires Jorge exila-se em Valência, Espanha, e depois Málaga, sempre procurando voltar a Portugal. Aceita o convite de Sarmento de Beires para participar num golpe militar que estava em preparação. Passado algum tempo, o hotel onde decorria uma reunião é cercado pela polícia e esta é interrompida. Segundo o PCP, «Pires Jorge protagoniza uma fuga espetacular: escapa-se pelos telhados, saltando de casa em casa, trocando tiros com os perseguidores».

### Partido Comunista Português
Pires Jorge exila-se de novo em Espanha, tendo contacto com José Gregório, o que leva-o a aderir ao Partido em 1934. Volta a Portugal e mergulha na clandestinidade, tendo um papel importante na criação de um «aparelho de fronteira», que, segundo o PCP, tinha «a função de ajudar camaradas em fuga».

#### Prisão de 1936
Numa das missões deste «aparelho de fronteira», em 1936, é preso pela Guarda Civil enquanto procurava ajudar o exílio de Manuel Guedes. É extraditado para Portugal, e fica encarcerado na prisão do Aljube, sendo deportado pouco depois para Angra do Heroísmo, nos Açores, onde fica quase o tempo todo isolado, num calabouço, até 1940. Proibido ter livros em mãos, consegue adquirir o dicionário de língua portuguesa de Cândido Figueiredo. Após isto, segundo o PCP, «[c]om receio que o descubram, copia-o durante a noite – tarefa que durou meses – para umas folhas de papel que serviam de papel higiénico, alumiado por uma lamparina feita com uma lata de graxa e azeite da comida».

#### A «Reorganização»
Após a sua libertação, e com problemas em arranjar trabalho, é-lhe comprado pelos pais e um amigo um carro da marca Hillman por dezassete contos, tornando-se taxista. Este carro teria não só como função transportar clientes habituais, mas também membros da direção do Partido, enquanto se processa a sua «reorganização».
Quando voltou à clandestinidade partilhou a mesma casa, em Lisboa, com Pedro dos Santos Soares. No entanto, devido à «intensa atividade desses anos», são ambos presos na prisão de Caxias. Após alguns meses, quando é transportado para uma consulta no Hospital de S. José sobre as suas ininterruptas dores de dentes, consegue escapar aos agentes da PIDE que o escoltavam.
III e IV Congressos do PCP
Foi eleito para o Comité Central em 1943, no III Congresso do PCP (ou I Congresso ilegal). Teve a responsabilidade de controlar a atividade do Partido no Norte, de Coimbra a Trás-os-Montes, que percorreu de bicicleta. No IV Congresso do PCP, em 1946, expôs o relatório sobre agitação e propaganda, com o nome O Partido e a Unidade Nacional.
Secretariado do PCP
Após a prisão de quase todo o Secretariado do PCP em 1949, Pires Jorge é um dos indicados para constituir o novo Secretariado. Usou o pseudónimo Gomes. Controlou a comissão de redação do jornal Avante! em 1957. Em 1959, com Octávio Pato e Dias Lourenço, Pires Jorge tem um papel importante na preparação da fuga de Peniche a partir do exterior.

#### Prisão de 1961
Em 15 de dezembro de 1961, Pires Jorge é capturado pelas forças do Estado Novo, no mesmo dia que decorria uma reunião do Comité Central - onde Pires Jorge era o condutor de vários participantes. É condenado a dez anos de prisão. Não obstante, é eleito para o Comité Central no VI Congresso do PCP, em 1965.
Quando é libertado, começa a trabalhar como tradutor de espanhol, e é enviado para o estrangeiro alguns meses depois. No entanto, passado pouco tempo, volta ao Secretariado.

#### Após a revolução
Quando se dá a revolução de 25 de abril de 1974, Pires Jorge está em Paris, junto com Álvaro Cunhal e Sérgio Vilarigues, voltando a Portugal somente uns meses depois, por indicação do Partido. Realizou a abertura do VII Congresso do PCP. É indicado para trabalhar na secção de Coimbra do Partido, voltando depois para Lisboa, para trabalhar na Secção Internacional.
Morreu em 6 de junho de 1984.